# Johnny Horan
John F. Horan, detto Johnny (Minneapolis, 24 novembre 1932 – 14 novembre 1980), è stato un cestista statunitense, professionista nella NBA.

## Carriera
Venne selezionato dai Fort Wayne Pistons al primo giro del Draft NBA 1955 (6ª scelta assoluta).